# Chi è senza colpa
Chi è senza colpa (The Drop), meglio noto come The Drop - Chi è senza colpa,  è un film del 2014 diretto da Michaël R. Roskam basato sul racconto breve Animal Rescue di Dennis Lehane. Successivamente Lehane ha scritto il romanzo The Drop basato sul film.
Il film segna l'ultima apparizione cinematografica dell'attore James Gandolfini deceduto il 19 giugno 2013 a Roma a causa di un infarto.

## Trama
Bob Saginowski è un ex criminale che gestisce un bar nei sobborghi di Brooklyn assieme a suo cugino Marv. Il locale è il centro di un sistema illecito, è difatti un deposito temporaneo di denaro sporco per un gruppo di gangster locali. Una strana rapina nel suo bar desterà Bob dall'apparente torpore quotidiano, l'incontro con una ragazza dal passato difficile e con un cucciolo di cane lo indirizzeranno verso l'inaspettata verità.

## Distribuzione
Inizialmente il titolo previsto era Animal Rescue, è stato poi cambiato in The Drop. Il film è stato presentato al Toronto International Film Festival il 5 settembre 2014 ed è uscito nelle sale statunitensi il 12. In Italia è stato proiettato il 26 novembre al Torino Film Festival, mentre nelle sale è stato distribuito il 19 marzo 2015.

### Trailer
La Fox Searchlight Pictures ha diffuso il primo trailer ufficiale il 1º aprile 2014.

## Riconoscimenti
- 2014 – Festival Internazionale del Cinema di San Sebastián
  - Miglior sceneggiatura
  - Candidatura Miglior film
- 2015 – London Critics Circle Film Awards
  - Candidatura Miglior attore britannico dell'anno a Tom Hardy
- 2015 – Sant Jordi Awards
  - Miglior attore straniero a Tom Hardy

## Differenze con il libro
- Il film è ambientato a Brooklyn mentre il racconto a Boston.